# タマリキセチン

タマリキセチン（Tamarixetin）は、フラボノール骨格の5位と7位と3'位の炭素に結合した水素が水酸基に、4'位の炭素に結合した水素がメトキシ基に置換された構造を持った有機化合物である。タマリキセチンはフラボノールに分類される化合物であると同時に

、O-メチル化フラボノイドに分類される化合物でもある

。
なお、ケルセチンとの構造の違いは、4'位の水酸基(-OH)がメトキシ基(-OCH3)に置換された点のみである。

## 所在
タマリキセチンは茶の中に含まれていることが知られている

。
ただし、発見当初、タマリキセチンが検出されたのは尿中からであった

。

## 性質
タマリキセチンの単体は、常温常圧において固体として存在し、その固体の水への溶解度は約0.75 (g/l)である

。